# Xadrez às cegas

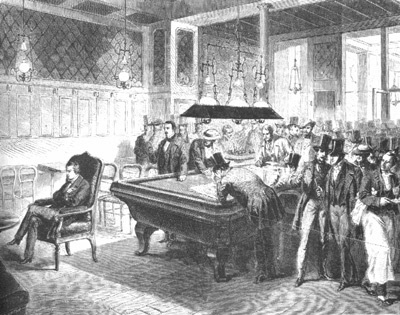
Paul Morphy durante uma exibição.

 Xadrez às cegas ou xadrez vendado é uma variante do xadrez onde o enxadrista realiza seus movimentos sem ver o tabuleiro nem as peças, e sem ter qualquer tipo de contato físico com o tabuleiro ou as peças. Deste modo, o jogador deve manter a posição das peças memorizadas, comunicar seus movimentos oralmente, e receber oralmente as informações sobre os lances dos adversários, e deve ir atualizando mentalmente as posições a cada novo lance, sem fazer qualquer tipo de registro escrito, tudo mantido exclusivamente na memória.
Em simultâneas às cegas, normalmente uma pessoa (chamada "declamador" ou "speaker") fica encarregada de realizar os movimentos do simultanista em cada tabuleiro e informar ao simultanista os movimentos de cada simultaneado. Esta modalidade despertou grande interesse a partir do século XVIII, com as exibições de André Danican Philidor, que jogava três simultâneas, sendo duas ás cegas e uma olhando para o tabuleiro. As apresentações de Philidor no Café de La Régence impressionaram a muitos eruditos da época, a tal ponto que uma de suas exibições foi citada na Encyclopedie de Diderot e D'Alembert como "uma das mais fenomenais manifestações da mente humana".

## História recente

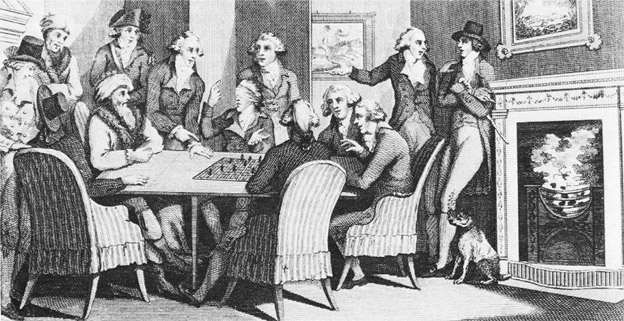
Philidor durante uma partida às cegas.

O primeiro registo de uma partida de um jogo ancestral do xadrez (xatranje) às cegas deve-se a Sa'id bin Jubair (665–714) no Médio Oriente. Na Europa, jogar xatranje às cegas era uma maneira de os enxadristas mais fortes darem chances de vitória a um oponente mais fraco, ou apenas para mostrar suas habilidades superiores.
Na cidade de Florença, Buzecca foi um dos primeiros a jogar 2 simultâneas às cegas, no ano de 1266. De acordo com Bill Wall, em 1694 Giovanni Gerolamo Saccheri teria jogado 3 simultâneas de Xadrez às cegas. No ano de 1744, o proeminente enxadrista André Danican Philidor disputou duas partidas simultaneamente e em 1783 Philidor jogou 3 simultâneas às cegas com grande sucesso, e os jornais da época destacaram este feito. Paul Morphy participou de uma exibição às cegas no ano de 1858 na cidade de Paris contra oito fortes oponentes, obtendo o impressionante resultado de seis vitórias e dois empates. Numa de suas partidas, Morphy anunciou mate em 5 lances, estabelecendo o recorde mundial de mate anunciado mais longo numa simultânea às cegas. Joseph Henry Blackburne, chegou a jogar 16 partidas às cegas simultaneamente, em 1876, sagrando-se recordista mundial em número de adversários numa simultânea ás cegas e, em 1877, numa simultânea às cegas contra 10 adversários, anunciou mate em 8 lances numa de suas partidas, superando o recorde de Morphy de mate anunciado mais longo numa simultânea às cegas. Em 1899, Harry Nelson Pillsbury também anunciou mate em 8 numa simultânea às cegas contra 10 oponentes. Outros mestres enxadristas também se destacaram nesta modalidade, como Louis Paulsen, Johannes Zukertort e o primeiro campeão mundial Wilhelm Steinitz.

## Século XX

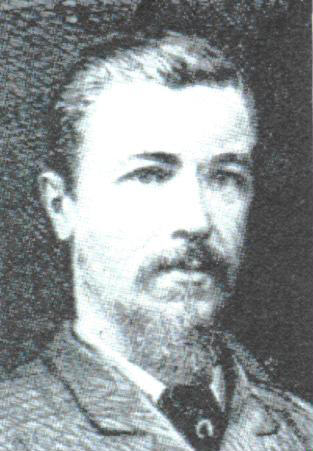
Blackburne fez da modalidade uma de suas fontes de renda.

Ao longo do tempo o recorde de partidas simultâneas às cegas foi quebrado várias vezes. Em 1900 Harry Nelson Pillsbury jogou 20 partidas simultâneas na Filadélfia, e pouco tempo depois tentou realizar a façanha rara de jogar quinze partidas de xadrez e quinze de Damas simultaneamente, sendo vinte oito o recorde de partidas de simultâneas deste jogo.
Em 1924, no Hotel Alamac em Nova Iorque, Alexander Alekhine jogou de 26 partidas simultâneas de xadrez contra fortes enxadristas como Isaac Kashdan e Hermann Steiner, entre outros, com um placar de +16 -5 =5. Em Fevereiro do mesmo ano, em Paris, ele enfrentou 28 equipes de quatro enxadristas cada, obteve 22 vitórias, três empates e três derrotas.  No mesmo ano, Réti melhorou seu recorde ao jogar 29 partidas simultâneas em São Paulo e provocou uma situação engraçada pois apesar da memória fantástica esqueceu sua mala depois do evento.
No dia 16 de Julho de 1934, em Chicago, Alekhine bateu novamente o recorde mundial ao jogar 32 partidas simultâneas, sendo Edward Lasker o árbitro do evento.
Em 28 de Setembro de 1963 o recorde era novamente batido por  Koltanowski, na cidade de São Paulo, ao jogar 34 partidas, vencer 24 e perder 10 num período de 13 horas.

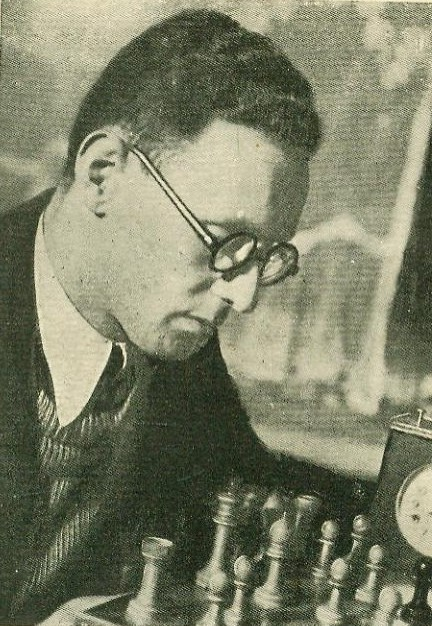
Botvinnik não jogava a modalidade por temer danos a sua saúde.

O recorde está incluído no Guinness Book of Records e é geralmente aceito como o recorde mundial atual, apesar de outros enxadristas terem reclamado um feito maior. Miguel Najdorf e János Flesch alegaram ter quebrado o recorde, mas os eventos não foram apropriadamente monitorados como o de Koltanowski. Nardorf alegou ter quebrado o recorde ao jogar contra 40 (+36 =1 -3) oponentes em Rosário, na Argentina, disputa organizada com o intuito de ganhar publicidade o suficiente para comunicar à sua família que ainda estava vivo, uma vez que permaneceu na Argentina depois de ter viajado para competir pela Polônia nas olimpíadas de xadrez de 1939. Ele chegou a aumentar seu recorde para 45 oponentes em São Paulo no ano de 1947, com o resultado de 39 vitórias, quatro empates e duas derrotas.  Entretanto, Najdorf teve acesso às planilhas de marcação, e havia vários oponentes por tabuleiro. Koltanowski afirmou que poderia ter jogado mais de 100 partidas nestas condições. Também é importante esclarecer que Koltanowski exgia que seus oponentes abandonassem quando tivessem desvantagem de dois peões ou equivalente, sem compensação.
A última tentativa de quebrar o recorde mundial foi reclamada pelo húngaro János Flesch, em Budapeste, no ano de 1960, ao enfrentar 52 oponentes, vencendo 31 jogos com três empates e 18 derrotas. Entretanto, esta tentativa de recorde não é aceita porque Flesch podia verbalmente recontar as marcações nos jogos em progresso. O evento também teve uma pausa de cinco horas, e incluiu muitas partidas rápidas.
O atual campeão mundial Magnus Carlsen é um dos mais notáveis adeptos desta modalidade e um provável candidato à quebra do recorde de Koltanowski. O ex-campeão mundial Garry Kasparov também foi um extraordinário simultanista às cegas, tendo disputado 8 partidas simultâneas às cegas em 1985, contra 8 dos melhores computadores de Xadrez da época, inclusive o campeão mundial de computadores Mephisto Amsterdam 68000 RISC 12MHz, Elo SSDF 1827. Nesta partida contra Mephisto Amsterdam, Kasparov finalizou com uma brilhante combinação de mate em 9 lances.
Outro recorde notável foi estabelecido Koltanowski em 1960, na cidade de São Francisco, quando disputou 56 partidas simultâneas consecutivas a uma velocidade de 10 segundos por movimento. A exibição durou aproximadamente 9 horas com um resultado de 50 vitórias e 6 derrotas.

## Outros tipos de xadrez às cegas
Outro tipo de xadrez às cegas (mas não vendado) foi registrado por Harold James Ruthven Murray: entre os nomadês da Ásia Central, dois homens cavalgando lado a lado dizendo seus movimentos um para o outro, sem entretanto ver um tabuleiro.

## Xadrez às cegas em Portugal e no Brasil
É provável que Pedro Damiano tenha sido o primeiro jogador às cegas em Portugal, embora não haja registros sobre isso.
Os recordistas mundiais Ricardo Reti (tcheco) e Miguel Najdorf (polonês) realizaram algumas de suas mais notáveis exibições em São Paulo.
Entre os jogadores brasileiros, há algumas divergências, devido à escassez de registros. O mestre internacional Hélder Câmara reivindica ter jogado uma simultânea às cegas a 12 tabuleiros no Jacarepaguá Tenis Club, em 1965, e provavelmente esta foi a simultânea às cegas com maior número de adversários disputada por um brasileiro. O mestre internacional Antonio Cavilhas Rocha teria disputado entre 10 e 15 simultâneas às cegas, segundo informações verbais de pessoas que teriam assistido a estes eventos, sem especificação de data e local. Josino Rezende teria jogado 11 simultâneas às cegas, conforme relatos do próprio Josino. 

## Psicologia
Uma vez que requer uma extraordinária visão espacial e  memória, esta forma de xadrez foi objeto de estudo de várias pesquisas no campo da psicologia, começando com as pesquisas de Alfred Binet em 1893, continuando com o trabalho do psicoanalista GM Reuben Fine em 1965 e culminando com as duas últimas décadas com vários artigos descrevendo experimentos na psicologia com o xadrez às cegas. Em geral, estas pesquisas demonstram que o crucial para o xadrez às cegas são o conhecimento do enxadrista e sua habilidade de realizar operações espaço-visuais mentalmente.
Embora o xadrez às cegas seja recomendado em moderação como um dos muitos recursos para aumentar a força enxadrística, as exibições simultâneas foram banidas da URSS, pois acreditavam ser maléficas à saúde do enxadrista por ser mais cansativa do que o jogo regular, mesmo quando são empregados controles de tempo.

## Atualidade
Atualmente, são realizados torneios para a modalidade sendo o mais importante o Torneio Melody Amber, realizado em Monte Carlo. Este evento é patrocinado pelo bilionário e ex-campeão de Xadrez postal Joop van Oosterom e atrai muitos enxadristas de elite para competir nestas circunstâncias únicas. Vladimir Kramnik, Viswanathan Anand, Alexei Shirov e Alexander Morozevich estão entre os enxadristas de elite que têm disputado e ocasionalmente vencido o torneio entre 1996 e 2006.